# Thénardier
I Thénardier, moglie e marito, sono i principali antagonisti del romanzo I miserabili di Victor Hugo. Si tratta di una coppia di perfidi locandieri, malvagi, avidi e spietati, dediti unicamente a truffe, raggiri e, occasionalmente, al vero e proprio ladrocinio. Dei due assume particolare importanza, negli eventi raccontati nel romanzo, il marito, denominato unicamente come Monsieur Thénardier -laddove la moglie è invece chiamata Madame Thénardier- per il suo trovarsi più volte a tu per tu con il protagonista, Jean Valjean, di cui rappresenta, insieme al poliziotto Javert, la principale nemesi.

## Biografia dei personaggi

I Thénardier, interpretati da Sacha Baron Cohen e Helena Bonham Carter, nel film Les Misérables

### La locanda di Montfermeil
Al momento della loro prima apparizione, nel quarto libro del primo tomo del romanzo, la coppia gestisce una squallida locanda nel paese di Montfermeil chiamata "Al sergente di Waterloo". Del passato della donna non si sa nulla, del passato di Monsieur Thénardier viene invece raccontato come fosse stato presente sul campo di Waterloo, al termine della celebre battaglia. Qui, l'uomo si guadagnava da vivere come vivandiere al seguito dell'esercito, non disdegnando di spogliare i cadaveri dei soldati caduti; fu in questo modo che, nella notte seguente la disfatta di Napoleone, gli capitò di imbattersi in un ufficiale ferito, Pontmercy, salvandogli casualmente la vita. Questi, fraintendendo ciò che era successo, credette Thénardier un sergente francese e, prima di andarsene, si dichiarò suo eterno debitore.
In seguito a questi eventi, egli mise su la sua locanda a Montfermeil insieme alla moglie. Qui, nel 1818, viene a bussare una giovane donna, Fantine, da poco madre. Questa, avendo necessità di abbandonare la figlia per trovare lavoro, decide di affidarla alla coppia senza intuirne la malvagità d'animo. I due, che all'epoca avevano già due figlie, Éponine e Azelma, di poco più grandi della bambina, accettano di custodirla dietro cospicuo vitalizio, per guadagno personale. Nei cinque anni seguenti, la coppia alleva la piccola, Cosette, trattandola come una serva, costringendola ai lavori più umili e privandola di ogni cura o attenzione. Nel frattempo, non esitano a chiedere alla inconsapevole Fantine sempre più soldi per il mantenimento della bimba, fino a costringere la donna alla prostituzione e, infine, alla morte.
Alla fine dei cinque anni, tuttavia, la bambina viene tratta in salvo da Jean Valjean, il protagonista del libro, ex forzato ancora ricercato dalla polizia che, avendo preso a cuore le vicende di Fantine ed assistito alla sua morte, decide di prendersi cura della figlia. Questi libera perciò Cosette dai Thénardier, dietro pagamento di una forte somma, e sfuggendo ad un successivo agguato del perfido locandiere.

### I tagliagole di Parigi

Luigi Pavese nei panni di Thénardier ne I miserabili di Riccardo Freda.

Circa dieci anni dopo questi fatti, la coppia, caduta in miseria dopo il fallimento della locanda, si trasferisce in un poverissimo appartamento alla periferia di Parigi, dove si procura da vivere estorcendo denaro ai benestanti ora facendo leva sulla pietà, ora con velate minacce. I due avevano nel frattempo avuto altri tre figli, per nessuno dei quali la madre aveva mai tuttavia trovato il più piccolo briciolo di affetto, avendolo riversato tutto sulle sue primogenite: il primo, Gavroche, era stato messo sulla strada in giovanissima età, ed era perciò divenuto un monello vagabondo che finirà per immolarsi sulla barricate parigine della rivolta popolare del giugno 1832; gli altri due — dei quali non viene mai detto il nome — vengono affidati (o, per meglio dire, venduti) dalla snaturata donna ad una sua conoscente, la signora Magnon, che a sua volta li utilizzava per spillare denaro ad un anziano aristocratico, Monsieur Gillenormand, al quale li aveva presentati come suoi figli illegittimi.
Un giorno, nel tugurio in cui vivono, giunge Jean Valjean che, non riconoscendoli, era desideroso di prodigare loro aiuto e carità. Sebbene l'ex forzato non riconosca Thénardier questi — che si faceva all'epoca chiamare Jondrette — riconosce Jean Valjean, e decide di prendersi la sua rivincita su di lui. Aspetta perciò la sua prossima visita per tendergli un agguato, convocando una banda di ladri e tagliagole con i quali era da tempi in "affari", e riuscendo ad imprigionarlo, con l'intento di derubarlo dei suoi averi. I suoi piani vengono tuttavia mandati in fumo da Marius Pontmercy, suo vicino di casa, povero studente figlio di quell'ufficiale che Thénardier millantava di aver salvato a Waterloo. Questi, scoperto il suo piano, e nonostante i rimorsi dovuti al fatto di dover agire contro il salvatore del suo genitore, allerta la polizia, portando così all'arresto dei Thénardier e alla loro banda, colti in flagrante, e permettendo a Jean Valjean di dileguarsi nel trambusto che segue.
Madame Thénardier, arrestata con gli altri, finisce per morire in carcere di malattia. Suo marito, invece, riesce ad evadere con la complicità dei suoi compagni banditi, e grazie all'inconsapevole aiuto di suo figlio Gavroche. Appena uscito di galera, il malvagio figuro tenta una nuova vendetta ai danni di Jean Valjean, prendendo d'assalto con i suoi soci la casa dove il vecchio abita insieme alla figlia adottiva. Questo nuovo piano viene però sventato da sua figlia Éponine che, innamorata di Marius (il quale, ignaro, è a sua volta innamorato di Cosette) fronteggia il padre ed i suoi scagnozzi, mettendoli infine in fuga.
Pochi giorni dopo, Thénardier ha un nuovo faccia a faccia con Jean Valjean, incontrandolo nei sotterranei delle fogne di Parigi, dove questi si è rifugiato trascinando sulle spalle l'esanime Marius, per sfuggire ai tumulti seguiti la protesta popolare del 5 giugno 1832. In questa occasione, complice il buio, Thénardier non riconosce in un primo momento Valjean e, credendolo un assassino suo pari, intento a nascondere un cadavere, ne favorisce anzi la fuga.
L'ultima apparizione del malvagio locandiere avviene l'anno seguente, nelle ultime pagine del romanzo: egli si presenta a Marius, dopo che questi ha sposato Cosette e ripudiato Jean Valjean, per il suo passato di assassino. Tramando una ennesima truffa, Thénardier rivela al giovane i trascorsi dell'ex forzato. Nonostante i suoi travisamenti, Marius riesce a ricostruire, dal suo racconto, la verità attorno al suo bistrattato suocero, intuendone la grandezza d'animo e, ancor più, il fatto di dovergli la vita in seguito agli eventi dell'insurrezione. Perciò, liquidato Thénardier con una notevole somma, riesce a correre con Cosette al capezzale di Jean Valjean, riconciliandosi con lui appena prima della sua morte.
Thénardier, dal canto suo, sfrutta la somma ricevuta da Marius per trasferirsi in America con la figlia Azelma — l'unica che gli sia rimasta accanto fino alla fine — dove, come si apprende nel penultimo capitolo del romanzo, a causa del suo animo malvagio non trova altro modo per sfruttare il denaro che diventare negriero.

## Thénard
Il nome si ispira al rinomato chimico Louis Jacques Thénard, il quale si era opposto alla riduzione del tempo di lavoro dei bambini.

## Interpreti del personaggio in televisione, cinema e teatro
| Anno | Monsieur                                                       | Madame                                 | Cinema / Teatro / Radio / Televisione |
| ---- | -------------------------------------------------------------- | -------------------------------------- | --- |
| 1909 | ??                                                             | ??                                     | I miserabili (Les Misérables), film muto (USA) in 4 parti, regia di J. Stuart Blackton e Van Dyke Brooke                                                                                               |
| 1913 | Émile Mylo                                                     | Delphine Renot (1) / Eugénie Nau (2-4) | I miserabili (Les Misérables), film muto (Francia) in 4 parti, regia di Albert Capellani |
| 1917 | Edward Elkas                                                   | Mina Ross                              | I miserabili (Les Misérables), film muto (USA), regia di Frank Lloyd |
| 1925 | Georges Saillard                                               | Renée Carl                             | I miserabili (Les Misérables), film muto (Francia), regia di Henri Fescourt |
| 1934 | Charles Dullin                                                 | Marguerite Moreno                      | I miserabili (Les misérables), film (Francia), regia di Raymond Bernard |
| 1935 | Ferdinand Gottschalk                                           | Jane Kerr                              | Il sergente di ferro (Les Miserables), film (USA), regia di Richard Boleslawski |
| 1937 | ?? (voce)                                                      | ?? (voce)                              | Les Misérables, radio-programma (USA) in 7 episodi, diretto da Orson Welles |
| 1939 | ?? (voce)                                                      | ?? (voce)                              | Les Misérables, radio-programma (Regno Unito) in 12 episodi, diretto da Patrick Riddell |
| 1943 | Andrés Soler                                                   | Emma Roldán                            | Los miserables, film (Mexico), regia di Fernando A. Rivero |
| 1948 | Luigi Pavese                                                   | Jone Romano                            | I miserabili, film (Italia), regia di Riccardo Freda |
| 1952 | ??                                                             | ??                                     | I miserabili (Les miserables), film (USA), regia di Lewis Milestone |
| 1958 | Bourvil                                                        | Elfriede Florin                        | I miserabili (Les misérables), film (Francia), regia di Jean-Paul Le Chanois |
| 1958 | Turíbio Ruiz                                                   | Célia Rodrigues                        | Os Miseráveis, miniserie TV (Brazil), regia di Dionísio Azevedo |
| 1961 | Jean-Marie Amato (1) / François Darbon (2) / Claude Piéplu (3) | Rosy Varte                             | I miserabili (Les misérables), miniserie TV (Francia) in tre episodi, regia di Alain Boudet |
| 1964 | Antonio Battistella                                            | Cesarina Gheraldi                      | I miserabili, sceneggiato televisivo (Italia) in 10 episodi, regia di Sandro Bolchi |
| 1967 | ??                                                             | ??                                     | Os Miseráveis, miniserie TV (Brazil) |
| 1967 | Alan Rowe                                                      | Judy Parfitt                           | I miserabili (Les misérables), miniserie TV (Regno Unito) in 10 episodi, regia di Alan Bridges |
| 1971 | ??                                                             | Lola Gaos                              | Los miserables, serie TV (Spagna) in 19 episodi, regia di José Antonio Páramo |
| 1972 | Alain Mottet                                                   | Micha Bayard                           | I miserabili (Les misérables), miniserie TV (Francia), regia di Marcel Bluwal |
| 1973 | Carlos Ancira                                                  | Magda Guzmán                           | Los miserables, miniserie TV (Mexico), regia di Antulio Jiménez Pons |
| 1976 | ?? (voce)                                                      | ?? (voce)                              | Les Misérables, radio-programma (Regno Unito) in 16 episodi. |
| 1978 | Ian Holm                                                       | Caroline Blakiston                     | I miserabili (Les miserables), film TV (Regno Unito), regia di Glenn Jordan |
| 1980 | Yvan Dautin                                                    | Marie-France Roussel                   | Les Misérables, musical di Claude-Michel Schönberg. Produzione originaria francese. |
| 1982 | Jean Carmet                                                    | Françoise Seigner                      | I miserabili (Les misérables), miniserie TV (Francia), regia di Robert Hossein |
| 1985 | Alun Armstrong                                                 | Susan Jane Tanner                      | Les Misérables, musical di Claude-Michel Schönberg. Produzione originaria londinese (West End). |
| 1987 | Leo Burmester                                                  | Jennifer Butt                          | Les Misérables, musical di Claude-Michel Schönberg. Produzione originaria americana (Broadway). |
| 1995 | Alun Armstrong                                                 | Jenny Galloway                         | Les Misérables in Concert, film TV (Regno Unito), regia di Paul Kafno e Gavin Taylor. Rappresentazione del musical di Claude-Michel Schönberg in forma di concerto in celebrazione del X anniversario. |
| 1995 | Rufus (Jacques Narcy)                                          | Nicole Croisille                       | I miserabili (Les Misérables), film (France), regia di Claude Lelouche |
| 1998 | Jon Kenny                                                      | Gillian Hanna                          | I miserabili (Les misérables), film (Regno Unito), regia di Bille August |
| 2000 | Christian Clavier                                              | Veronica Ferres                        | I miserabili, miniserie TV (Francia) in 4 episodi, regia di Josée Dayan |
| 2001 | ?? (voce)                                                      | ?? (voce)                              | Les Misérables, radio-programma (Regno Unito) in 25 episodi, di Sebastian Baczkiewicz e Lin Coghlan |
| 2006 | Gary Beach                                                     | Jenny Galloway                         | Les Misérables, musical di Claude-Michel Schönberg. Primo revival americano (Broadhurst Theatre, Broadway, New York, USA).                                                                             |
| 2007 | ?? (voce)                                                      | ?? (voce)                              | I miserabili (Re mizeraburu: shoujo kozetto), serie TV di animazione (Giappone). |
| 2010 | Matt Lucas                                                     | Jenny Galloway                         | Les Misérables in Concert, film TV (Regno Unito), regia di Nick Morris. Rappresentazione del musical di Claude-Michel Schönberg in forma di concerto in celebrazione del XXV anniversario.             |
| 2012 | Sacha Baron Cohen                                              | Helena Bonham Carter                   | Les Misérables, film (USA), regia di Tom Hooper. Adattamento cinematografico del musical di Claude-Michel Schönberg.                                                                                   |
| 2014 | Cliff Saunders                                                 | Keala Settle                           | Les Misérables, musical di Claude-Michel Schönberg. Secondo revival americano (Imperial Theatre, Broadway, New York, USA).                                                                             |
| 2016 | Peter Polycarpou                                               | Jodie Prenger                          | Les Misérables, musical di Claude-Michel Schönberg. Teatro dell'Opera di Dubai |
| 2018 | Adeel Akhtar                                                   | Olivia Colman                          | I miserabili, miniserie TV (Regno Unito), regia di Tom Shankland |
| 2019 | Matt Lucas                                                     | Katy Secombe                           | Les Misérables: The Staged Concert, film, regia di Nick Morris. Rappresentazione del musical di Claude-Michel Schönberg in forma di concerto.                                                          |